# Малу ку Флори (Дамбовица)
Малу ку Флори (рум. Malu cu Flori) насеље је у Румунији у округу Дамбовица у општини Малу ку Флори. Oпштина се налази на надморској висини од 608 m.

## Становништво
Према подацима из 2002. године у насељу је живело 2719 становника, од којих су сви румунске националности.

### Хронологија
| Година       | 1992 | 1993 | 1994 | 1995 | 1996 | 1997 | 1998 | 1999 | 2000 | 2001 | 2002 | 2003 | 2004 | 2005 | 2006 | 2007 | 2008 | 2009 | 2010 | 2011 | 2012 | 2013 | 2014 | 2015 | 2016 | 2017 |
| ------------ | ---- | ---- | ---- | ---- | ---- | ---- | ---- | ---- | ---- | ---- | ---- | ---- | ---- | ---- | ---- | ---- | ---- | ---- | ---- | ---- | ---- | ---- | ---- | ---- | ---- | ---- |
| Становништво | 2907 | 2895 | 2890 | 2873 | 2824 | 2822 | 2807 | 2779 | 2755 | 2720 | 2675 | 2656 | 2616 | 2598 | 2555 | 2514 | 2463 | 2439 | 2418 | 2378 | 2364 | 2347 | 2328 | 2310 | 2287 | 2252 |